# Jeremy Dunbar
Jeremy Dirk Dunbar (* 25. März 1988 in Pensacola, Florida) ist ein ehemaliger US-amerikanisch-deutscher Basketballspieler.

## Laufbahn
Dunbar spielte an der Walton High School in Florida wechselte zur Saison 2006/07 ans Okaloosa-Walton College. Nach einer Saison schrieb er sich an der Southeastern Louisiana University ein und spielte dort zwei Jahre. Zum Abschluss seiner Universitätslaufbahn trug Dunbar zwischen 2009 und 2011 das Trikot der Arkansas Tech University.
Er schlug eine Profikarriere ein, seine erste Station waren 2011/12 die Crailsheim Merlins aus der 2. Bundesliga ProA. Er erwarb sich in Deutschland schnell einen Ruf als verlässlicher Distanzschütze und spielte folgend mit den Cuxhaven BasCats, der BG Göttingen und den s.Oliver Baskets Würzburg für weitere Zweitligisten. Mit Göttingen (als Meister) und Würzburg (als Vizemeister) stieg er jeweils in die Basketball-Bundesliga auf.
Zur Saison 2015/16 wechselte Dunbar zum SC Rasta Vechta und stieg mit den Niedersachsen als Vizemeister ebenfalls in die Bundesliga auf. Im Juli 2016 wurde er vom Erstligisten Phoenix Hagen unter Vertrag genommen. Im Laufe der Saison 2016/17 zog sich Phoenix aufgrund eines Insolvenzantrages aus der Bundesliga zurück, Dunbar wechselte Ende Dezember 2016 zu den Dresden Titans in die 2. Bundesliga ProA.
Mit Dresden stieg Dunbar aus der ProA ab, zur Saison 2017/18 kehrte er zu Rasta Vechta zurück – die Niedersachsen waren zuvor aus der Bundesliga in die ProA abgestiegen. Dunbar half mit, dass die Niedersachsen die direkte Rückkehr ins Oberhaus schafften: Mit Rasta wurde er im Mai 2018 Meister der 2. Bundesliga ProA, in 38 Einsätzen erzielte er auf dem Weg zu diesem Erfolg im Durchschnitt 6,4 Punkte je Begegnung. Damit endete seine Zeit in Vechta.
Ende Oktober 2018 kehrte er zu Phoenix Hagen zurück, das anders als bei seiner ersten dortigen Vertragszeit mittlerweile in der 2. Bundesliga ProA antrat. Im April 2019 verkündete Hagen, den Vertrag mit Dunbar aufzulösen und sich von ihm zu trennen. Er wechselte daraufhin zum Zweitligakonkurrenten PS Karlsruhe, für den er bis zum Saisonende 2019/20 auflief.

## Persönliches
Seine Mutter Ulrike ist Deutsche, sie stammt aus der Nähe von Hanau. Jeremys Vater Dirk ist US-Amerikaner, spielte und trainierte nach seiner College-Laufbahn Basketball in Deutschland.